# Graziano Battistini (ciclista)
Graziano Battistini (Pulica di Fosdinovo, Toscana, 12 de maio de 1936 - Baccano di Arcola, 22 de janeiro de 1994) foi um ciclista italiano que foi profissional entre 1959 e 1968. 
Durante sua carreira conseguiu 9 vitórias, entre elas duas etapas ao Giro de Itália e mais dois ao Tour de France.

## Palmarés
- 1960
  - 1º na Copa Sabatini
  - 1º no Prêmio de Brianza
  - 1º no Prêmio de Borgomanero
  - 1º no Grande Prêmio Saice a Lugagnano
  - Vencedor de 2 etapas no Tour de France
- 1961
  - Vencedor de uma etapa no Grande Prêmio Ciclomotoristico
- 1962
  - Vencedor de uma etapa no Giro de Itália
- 1965
  - Vencedor de uma etapa no Giro de Itália

## Resultados em Grandes Voltas e Campeonato do Mundo
| Corrida         | 1959 | 1960 | 1961 | 1962 | 1963 | 1964 | 1965 | 1966 | 1967 | 1968 |
| --------------- | ---- | ---- | ---- | ---- | ---- | ---- | ---- | ---- | ---- | ---- |
| Giro de Itália  | 7º   | 20º  | 12º  | 8º   | 9º   | 18º  | 16º  | 16º  | Ab.  | Ab.  |
| Tour de France  | -    | 2º   | Ab.  | Ab.  | 18º  | -    | -    | -    | -    | -    |
| Volta a Espanha | -    | -    | -    | -    | -    | -    | -    | -    | -    | -    |